# Karl Logan

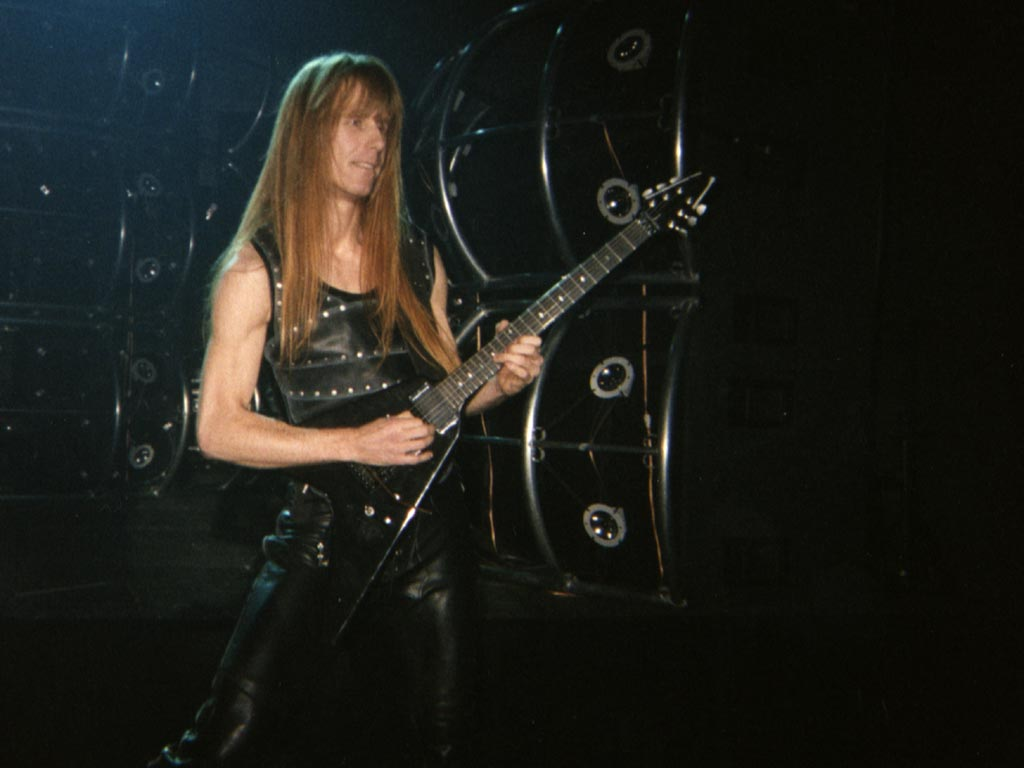
Karl Logan op het podium

Karl Logan (Summit, Pennsylvania) is de voormalige leadgitarist van de heavymetalband Manowar, waar hij sinds 1994 deel van uitmaakt. 
Hij verving David Shankle en speelt sinds Louder Than Hell op alle albums. Voor die tijd speelde Logan zes jaar in de band "Arc Angel", tot die in 1990 werd opgeheven. Vervolgens maakte hij deel uit van Fallen Angels, maar ook die band ging enige jaren later uit elkaar. Toen Logan in 1994 rondreed op de motor en bij toeval Joey DeMaio op de motor tegenkwam (bijna omver reed) vertelde hij hem in een spontaan gesprek dat hij gitarist was en DeMaio antwoordde dat Manowar een nieuwe gitarist zocht. Dit toeval leidde ertoe dat Logan in de band werd opgenomen. Hij is klassiek geschoold.
- Gemeinsame Normdatei: 135403626
- International Standard Name Identifier: 0000 0000 5631 0498
- MusicBrainz: 82fe4a25-5cc1-4e6e-ac93-0bd8efbb0cc5
- Nationale Bibliotheek van Tsjechië: xx0140734
- Virtual International Authority File: 80162152
- WorldCat: E39PBJh8JgRcxPCctKBhmQTvHC